# Specie di Hypericum
Elenco delle specie di Hypericum

## A
- Hypericum abilianum N.Robson
- Hypericum aciculare Kunth

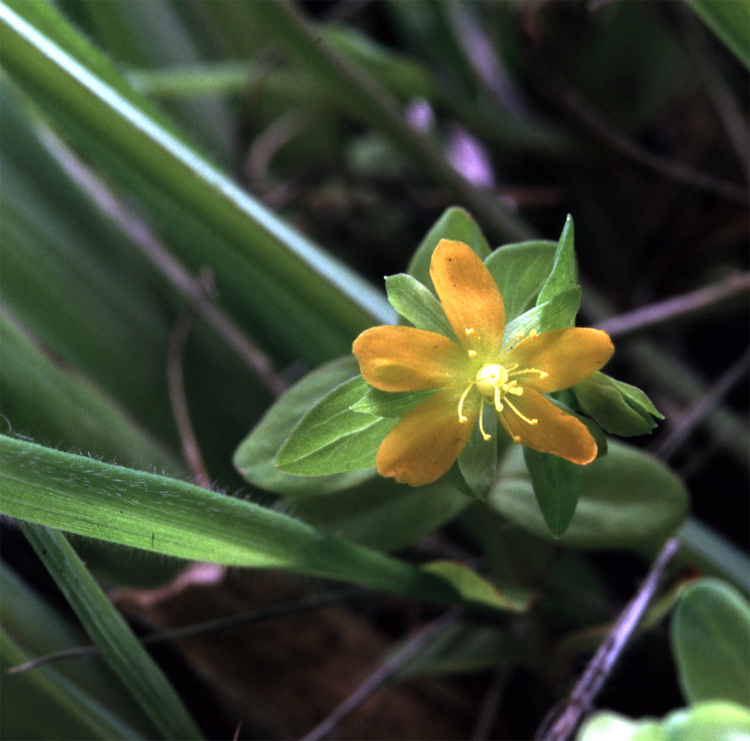
Hypericum anagalloides

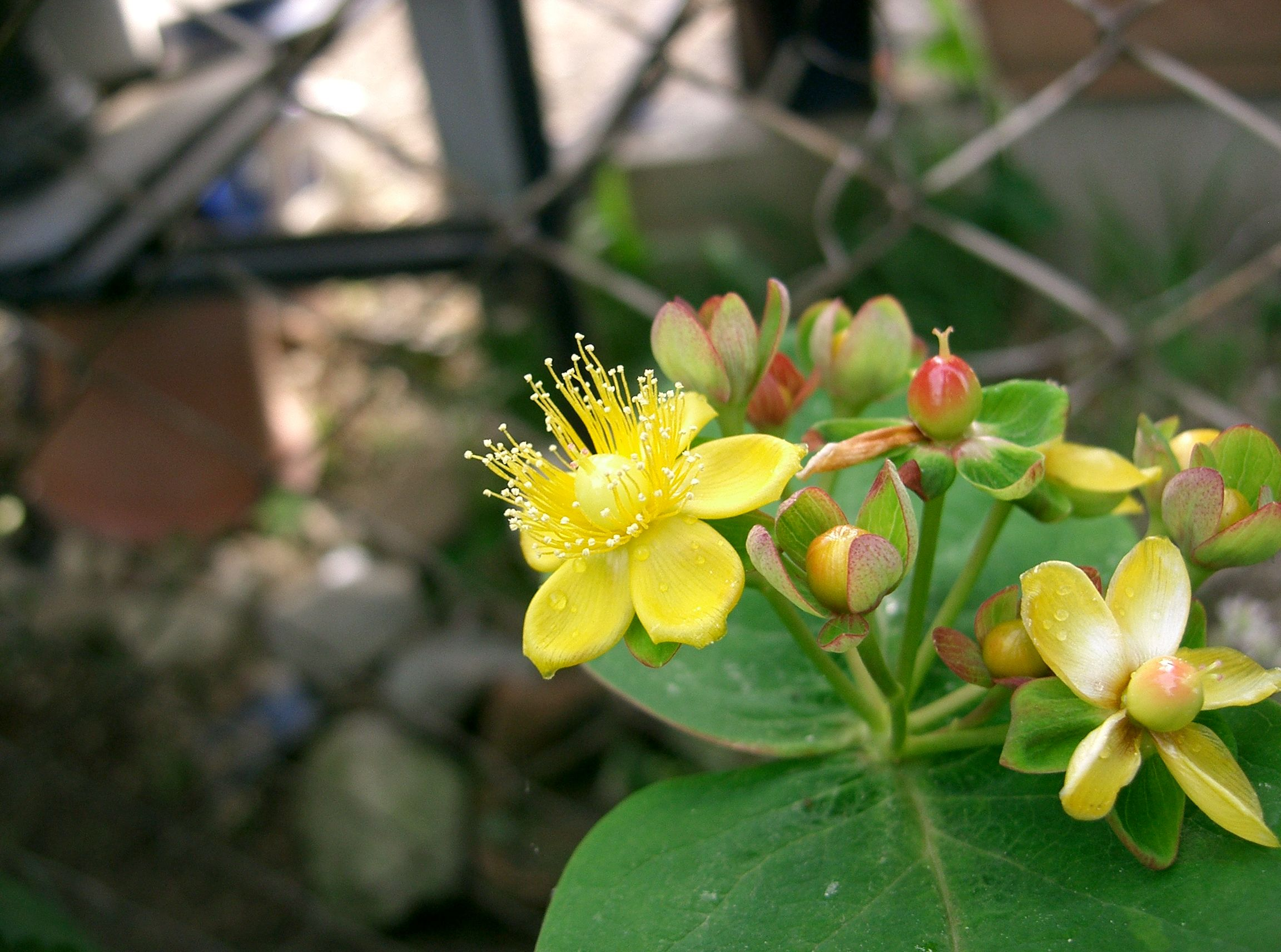
Hypericum androsaemum

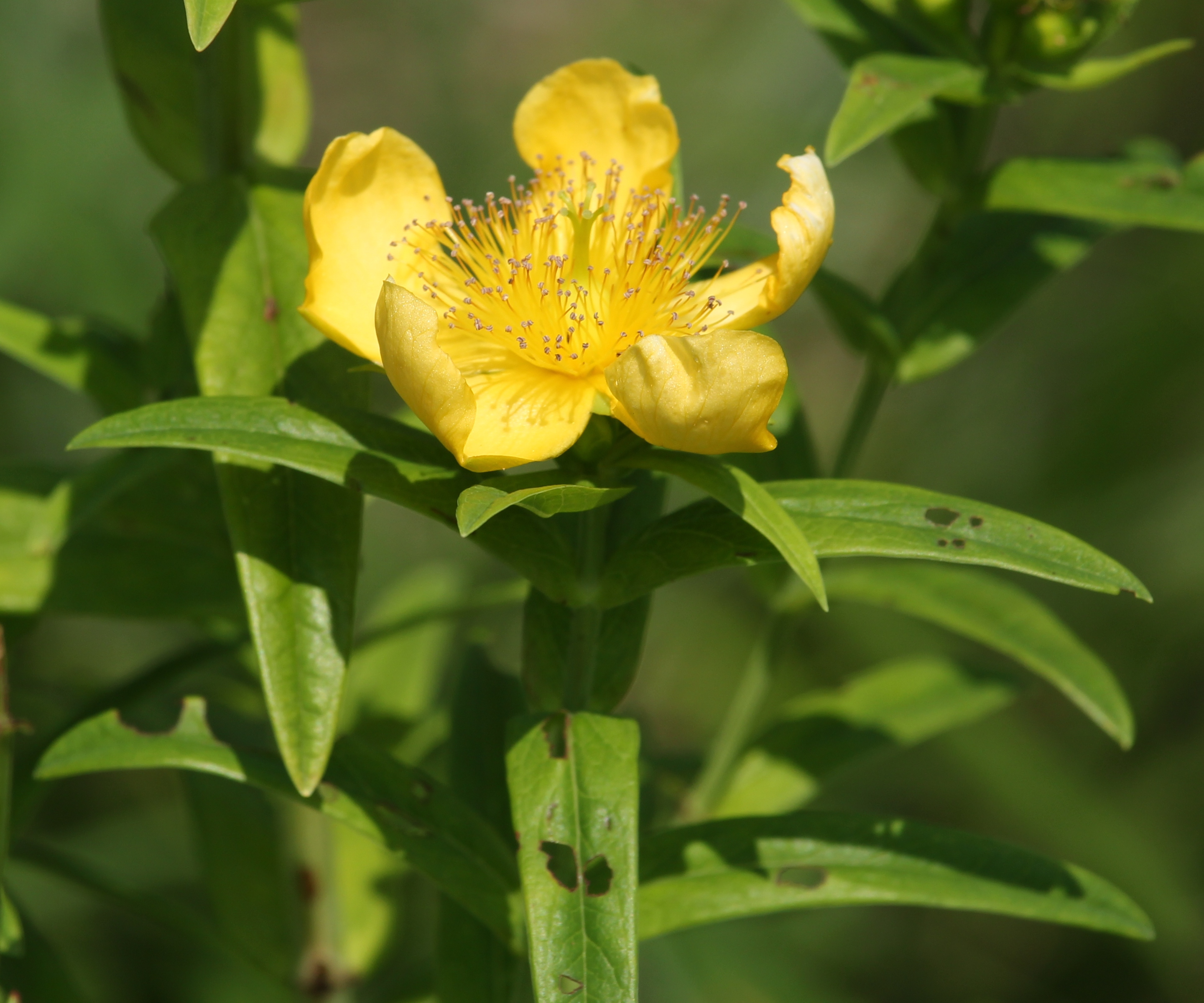
Hypericum ascyron

- Hypericum aciferum (Greuter) N.Robson
- Hypericum acmosepalum N.Robson
- Hypericum acostanum Steyerm. ex N.Robson
- Hypericum addingtonii N.Robson
- Hypericum adenotrichum Spach
- Hypericum adpressum W.P.C.Barton
- Hypericum aegypticum L.
- Hypericum aethiopicum Thunb.
- Hypericum afrum Lam.
- Hypericum alacamdaglariense H.Duman & E.G.Çakir
- Hypericum albiflorum (Hub.-Mor.) N.Robson
- Hypericum amblyocalyx Coustur. & Gand.
- Hypericum amblysepalum Hochst.
- Hypericum anagalloides Cham. & Schltdl.
- Hypericum andinum Gleason
- Hypericum andjerinum Font Quer & Pau
- Hypericum androsaemum L.
- Hypericum annulatum Moris
- Hypericum aphyllum Lundell
- Hypericum apiculatum (N.Robson) Sennikov
- Hypericum apocynifolium Small
- Hypericum apricum Kar. & Kir.
- Hypericum arbuscula Standl. & Steyerm.
- Hypericum arenarioides A. Rich.
- Hypericum armenum Jaub. & Spach
- Hypericum asahinae Makino
- Hypericum ascyron L.
- Hypericum asperuloides Czern. ex Turcz.
- Hypericum asperulum Jaub. & Spach
- Hypericum asplundii N. Robson
- Hypericum assamicum S.N.Biswas
- Hypericum attenuatum Fisch. ex Choisy
- Hypericum aucheri Jaub. & Spach
- Hypericum augustini N.Robson
- Hypericum auriculatum (N.Robson & Hub.-Mor.) N.Robson
- Hypericum australe Ten.
- Hypericum austrobrasiliense Vog.Ely, Boldrini & Bordignon
- Hypericum austroyunnanicum L.H. Wu & D.P. Yang
- Hypericum aviculariifolium Jaub. & Spach

## B
- Hypericum baccharoides Cuatrec.
- Hypericum balearicum L.
- Hypericum balfourii N.Robson
- Hypericum barbatum Jacq.
- Hypericum beamanii N. Robson
- Hypericum beanii N.Robson
- Hypericum beccarii N.Robson
- Hypericum bellum H.L.Li
- Hypericum benghalense S.N.Biswas
- Hypericum bequaertii De Wild.
- Hypericum bifurcatum N.Robson

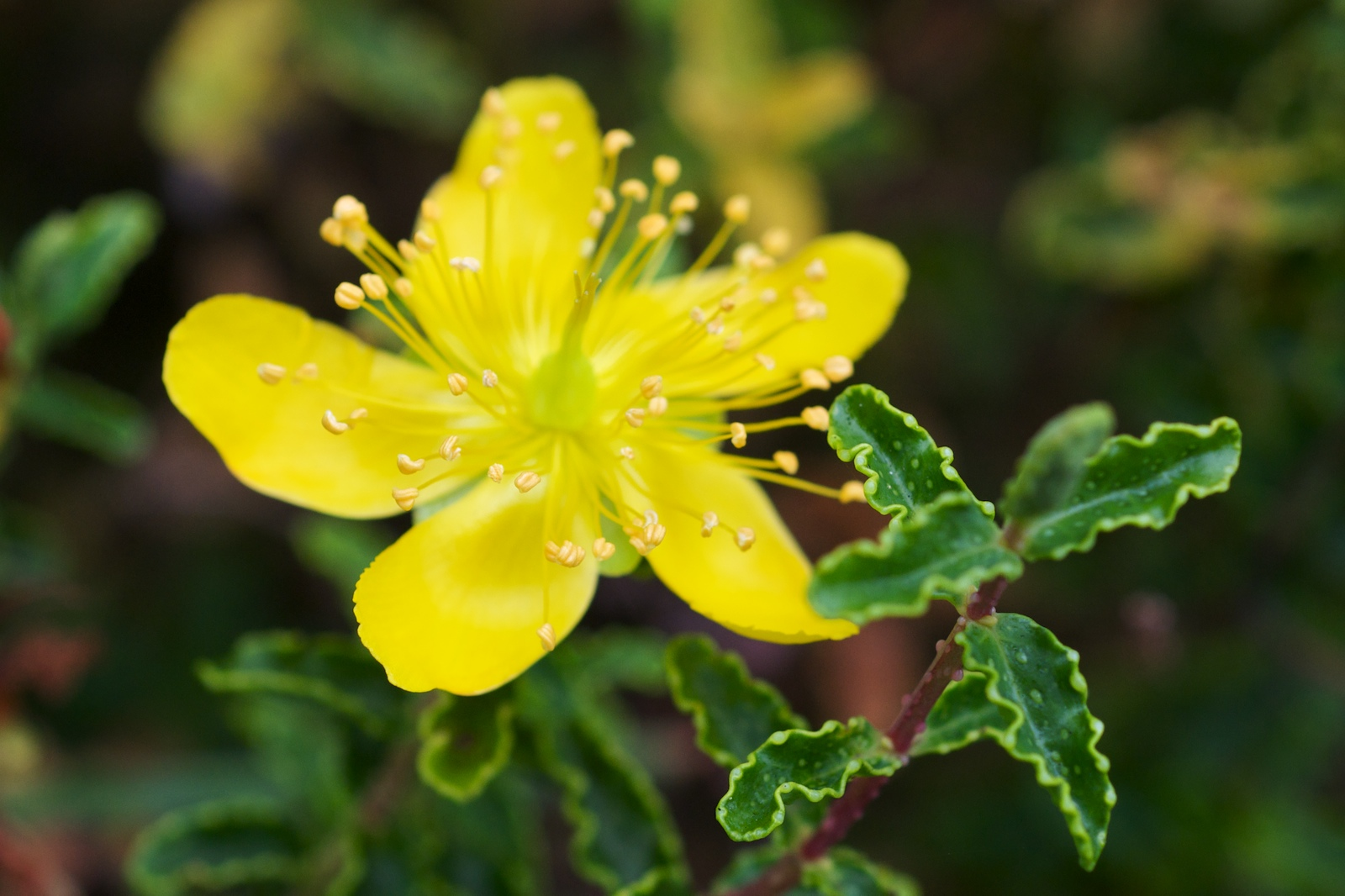
Hypericum balearicum

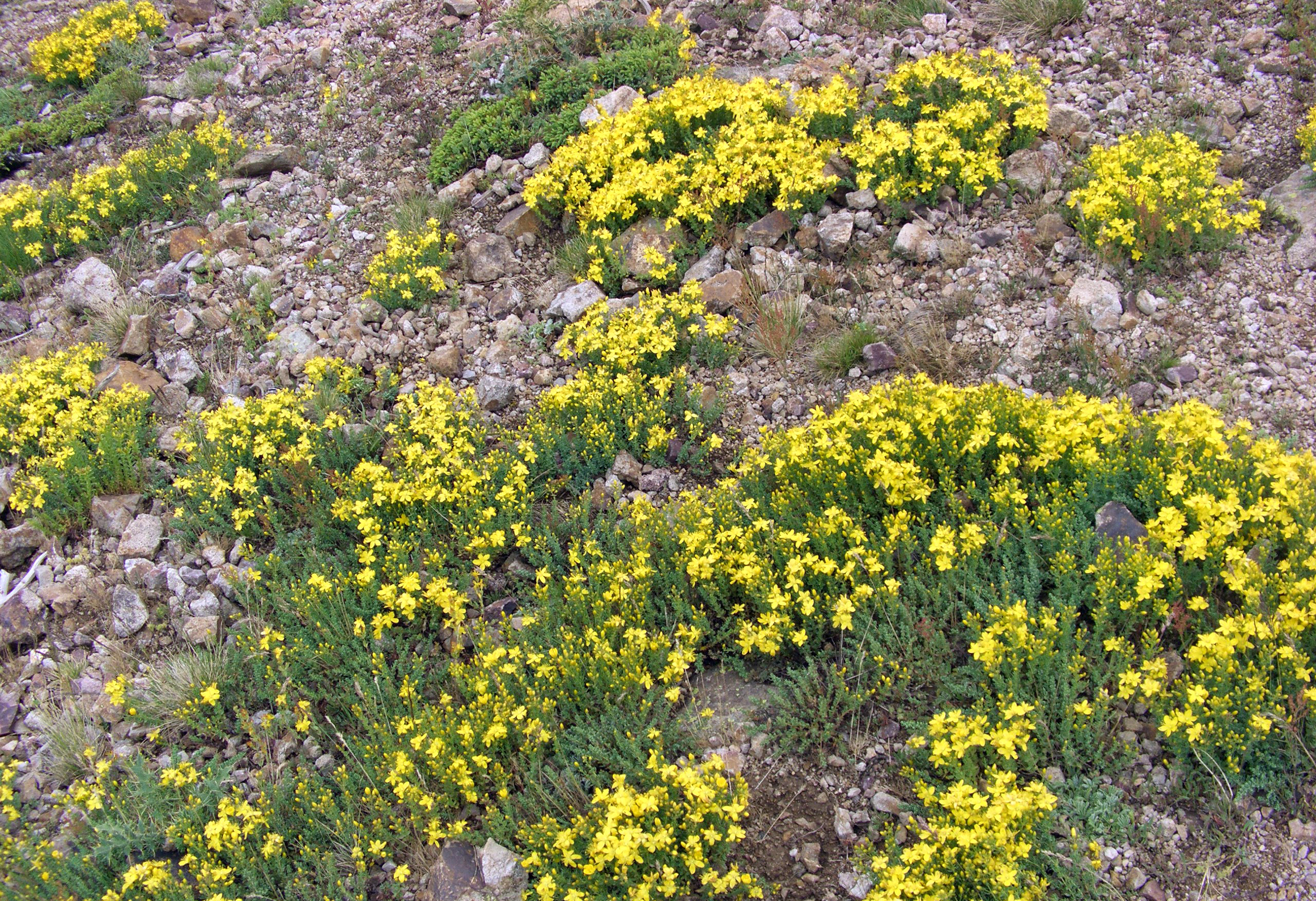
Hypericum bithynicum

- Hypericum bilgehan-bilgilii Basköse & Savran
- Hypericum bithynicum Boiss.
- Hypericum boehlingraabei Kit Tan, Iatroú, Vold & Strid
- Hypericum bolivaricum N. Robson
- Hypericum bordignonii Vog.Ely & Boldrini
- Hypericum boreale (Britton) E.P. Bicknell
- Hypericum bourgaei (Boiss.) N.Robson
- Hypericum brachyphyllum (Spach) Steud.
- Hypericum brasiliense Choisy
- Hypericum breviflorum Wall. ex Dyer
- Hypericum brevistylum Choisy
- Hypericum bryoides Gleason
- Hypericum buckleyi M.A. Curtis
- Hypericum bupleuroides Griseb.

## C

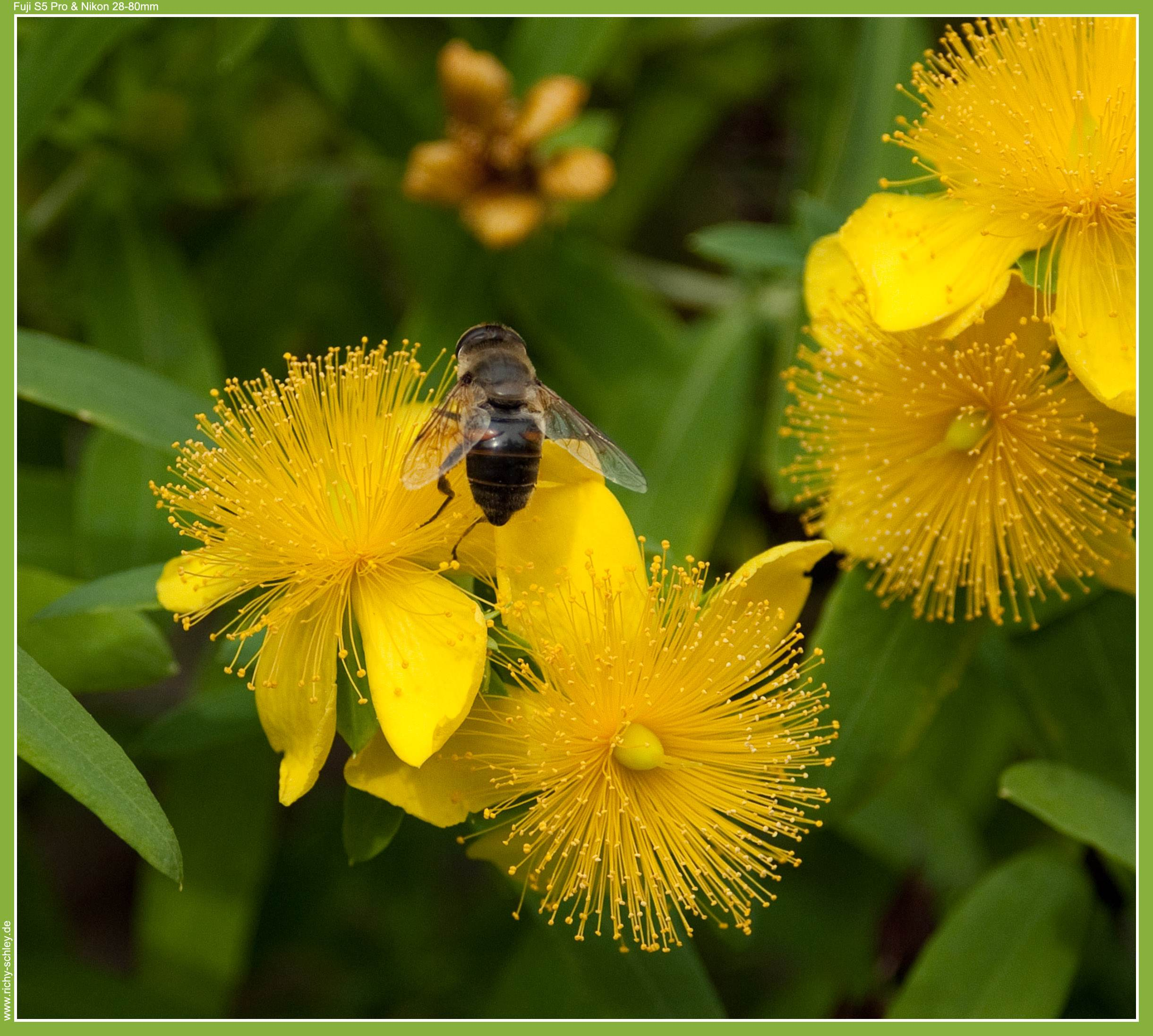
Hypericum calycinum

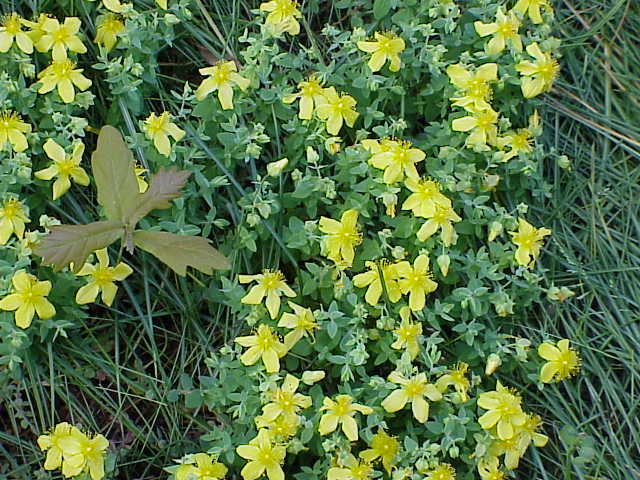
Hypericum cerastioides

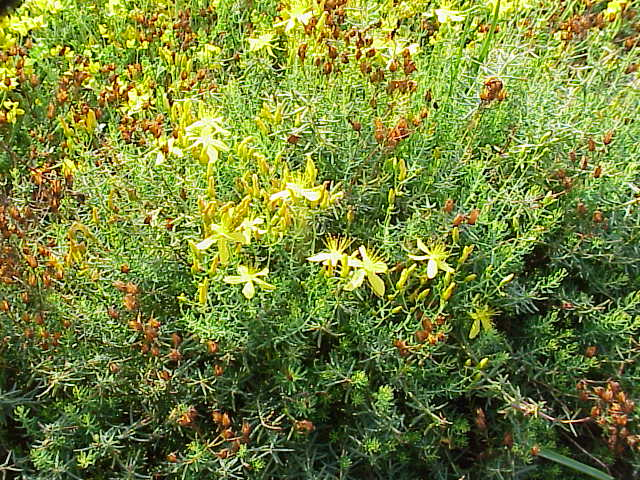
Hypericum coris

- Hypericum × caesariense Druce ex N.Robson
- Hypericum caespitosum Cham. & Schltdl.
- Hypericum calcicola Standl. & Steyerm.
- Hypericum callacallanum N. Robson
- Hypericum callithyrsum Coss.
- Hypericum calycinum L.
- Hypericum canadense L.
- Hypericum canariense L.
- Hypericum capitatum Choisy
- Hypericum caprifoliatum Cham. & Schltdl.
- Hypericum caprifolium Boiss.
- Hypericum caracasanum Willd.
- Hypericum cardiophyllum Boiss.
- Hypericum cardonae Cuatrec.
- Hypericum carinatum Griseb.
- Hypericum carinosum R.Keller
- Hypericum cassiopiforme N. Robson
- Hypericum castellanoi N.Robson
- Hypericum cavernicola L.B. Sm.
- Hypericum cerastioides (Spach) N.Robson
- Hypericum × cereticae R.A.Jones, Rumsey & N.Robson
- Hypericum chamaemyrtus Triana & Planch.
- Hypericum chapmanii W.P. Adams
- Hypericum choisianum Wall. ex N.Robson
- Hypericum cistifolium Lam.
- Hypericum coadunatum C.Sm. ex Link
- Hypericum cohaerens N.Robson
- Hypericum collenetteae N.Robson
- Hypericum collinum Schltdl. & Cham.
- Hypericum concinnum Benth.
- Hypericum conjungens N.Robson
- Hypericum connatum Lam.
- Hypericum cordifolium Choisy
- Hypericum cordiforme A.St.-Hil.
- Hypericum coris L.
- Hypericum costaricense N.Robson
- Hypericum crenulatum Boiss.
- Hypericum crux-andreae (L.) Crantz
- Hypericum cuatrecasii Gleason
- Hypericum cuisinii Barbey
- Hypericum cumulicola (Small) P.B. Adams
- Hypericum curvisepalum N.Robson
- Hypericum cycladicum Trigas
- Hypericum cymbiferum Boiss. & Balansa
- Hypericum cymobrathys N. Robson

## D
- Hypericum daliense N.Robson
- Hypericum davisii N.Robson
- Hypericum × dawsonianum Rehder

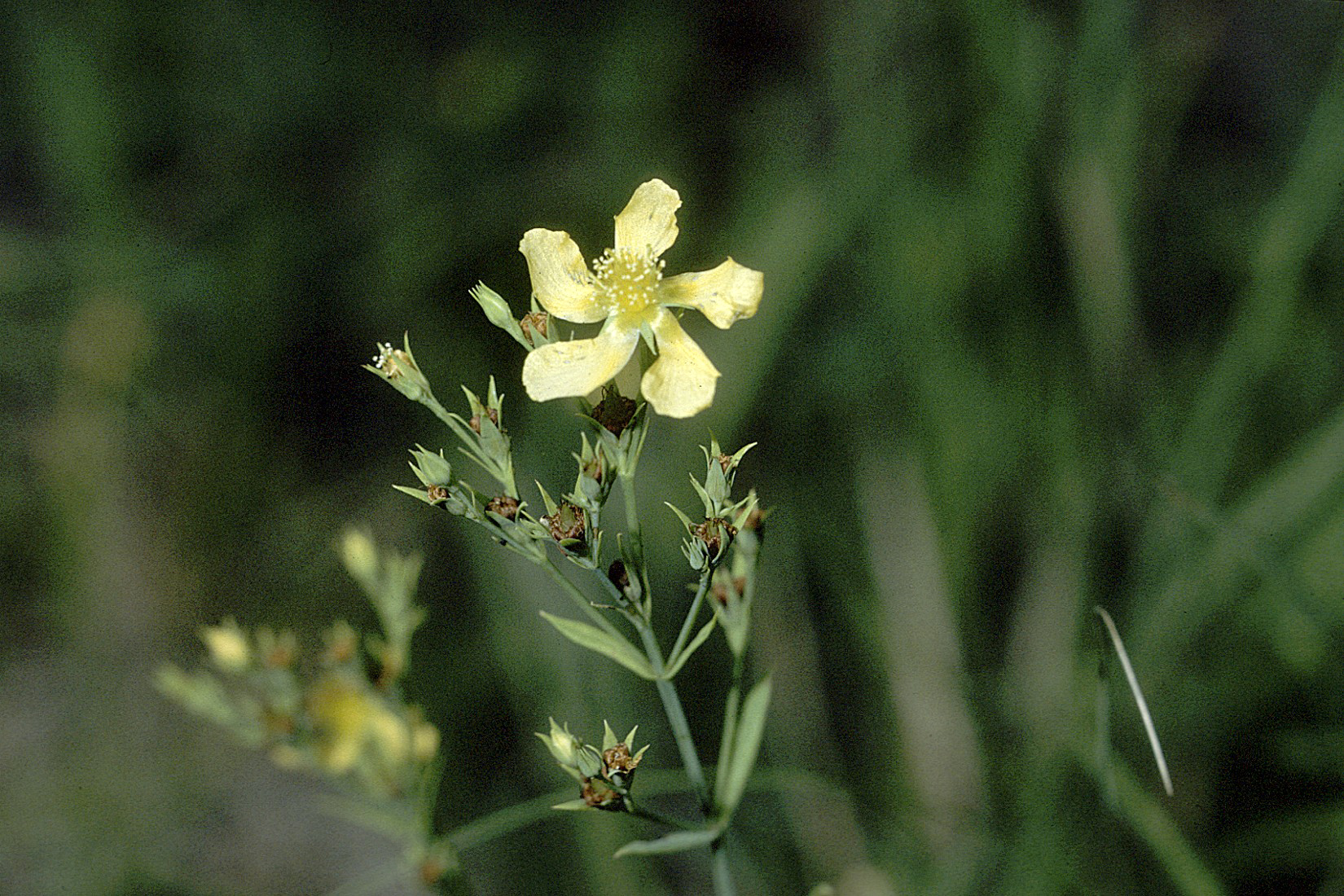
Hypericum denticulatum

- Hypericum decaisneanum Coss. & Daveau
- Hypericum decandrum Turcz.
- Hypericum delphicum Boiss. & Heldr.
- Hypericum densiflorum Pursh
- Hypericum denticulatum Walter
- Hypericum denudatum A. St.-Hil.
- Hypericum diffusum Rose
- Hypericum × desetangsii Lamotte
- Hypericum dichotomum Lam.
- Hypericum dissectum Aver.
- Hypericum × dissimulatum E.P.Bicknell
- Hypericum dogonbadanicum Assadi
- Hypericum dolabriforme Vent.
- Hypericum drummondii (Grev. & Hook.) Torr. & A. Gray
- Hypericum dyeri Rehder

## E

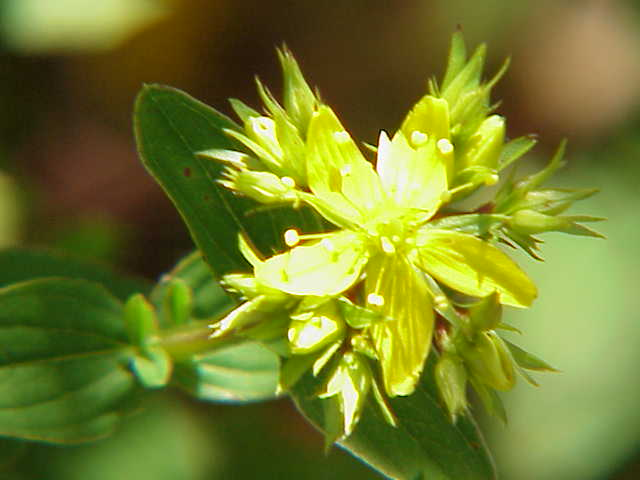
Hypericum elegans

- Hypericum eastwoodianum I.M.Johnst.
- Hypericum edisonianum (Small) W.P. Adams & N. Robson
- Hypericum ekeri E.Yüce & Aytaç
- Hypericum ekmanii A. H. Liogier
- Hypericum elatoides R.Keller
- Hypericum elegans Stephan ex Willd.
- Hypericum elenorae Jelen.
- Hypericum ellipticifolium H.L.Li
- Hypericum ellipticum Hook.
- Hypericum elodeoides Choisy
- Hypericum elode L.
- Hypericum elongatum Ledeb. ex Rchb.
- Hypericum empetrifolium Willd.
- Hypericum enshiense L.H. Wu & F.S. Wang
- Hypericum epigeium R.Keller
- Hypericum erectum Thunb.
- Hypericum ericoides L.
- Hypericum erythreae (Spach) Steud.
- Hypericum espinalii N. Robson
- Hypericum exile W.P. Adams

## F
- Hypericum faberi R.Keller
- Hypericum fanjingense N.Robson
- Hypericum fasciculatum Lam.
- Hypericum fauriei R.Keller
- Hypericum fieriense N.Robson
- Hypericum fissurale Woronow
- Hypericum foliosum Aiton
- Hypericum formosanum Maxim.
- Hypericum formosissimum Takht.
- Hypericum formosum Kunth

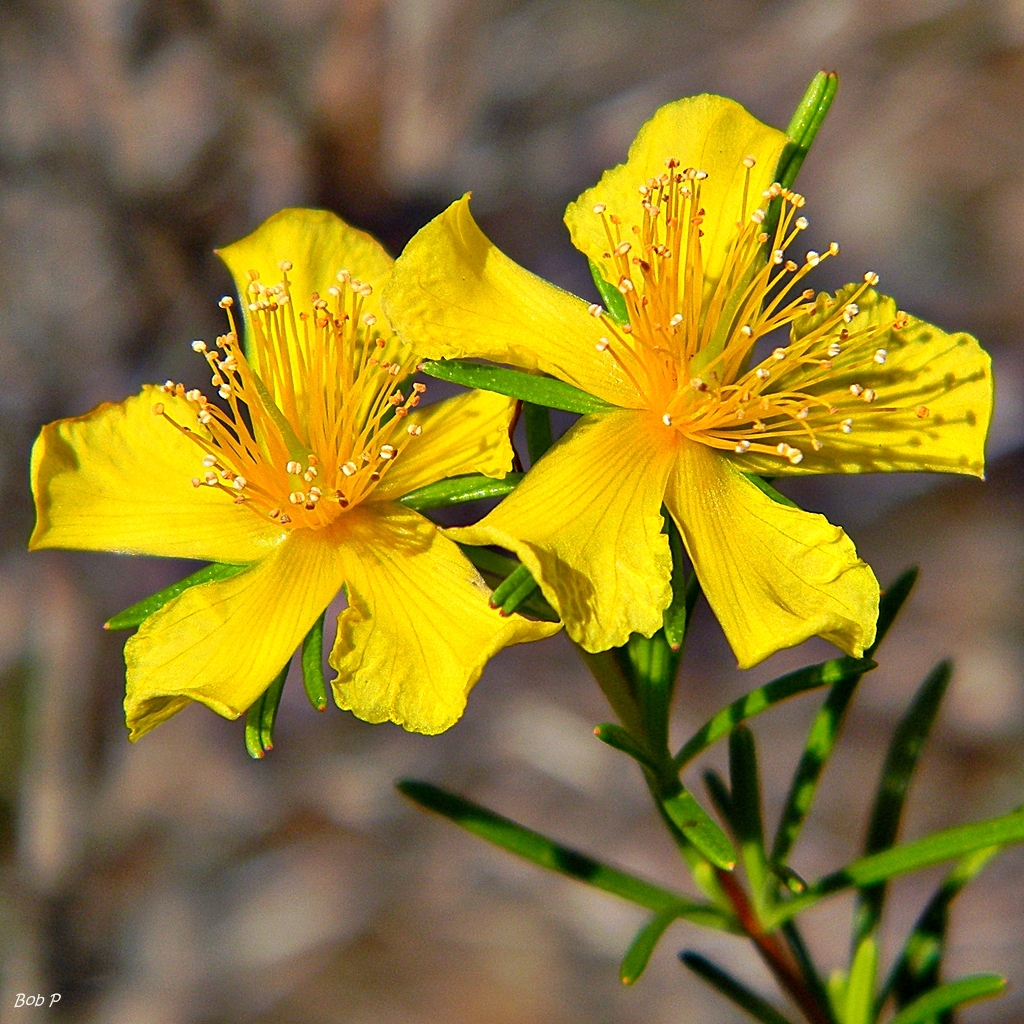
Hypericum fasciculatum

- Hypericum forrestii (Chitt.) N.Robson
- Hypericum fosteri N.Robson
- Hypericum fragile Heldr. & Sart.
- Hypericum frondosum Michx.
- Hypericum fuertesii Urb.
- Hypericum furusei N.Robson

## G
- Hypericum gaitii Haines
- Hypericum galinum S.F. Blake
- Hypericum galioides Lam.
- Hypericum garciae Pierce
- Hypericum geminiflorum Hemsl.

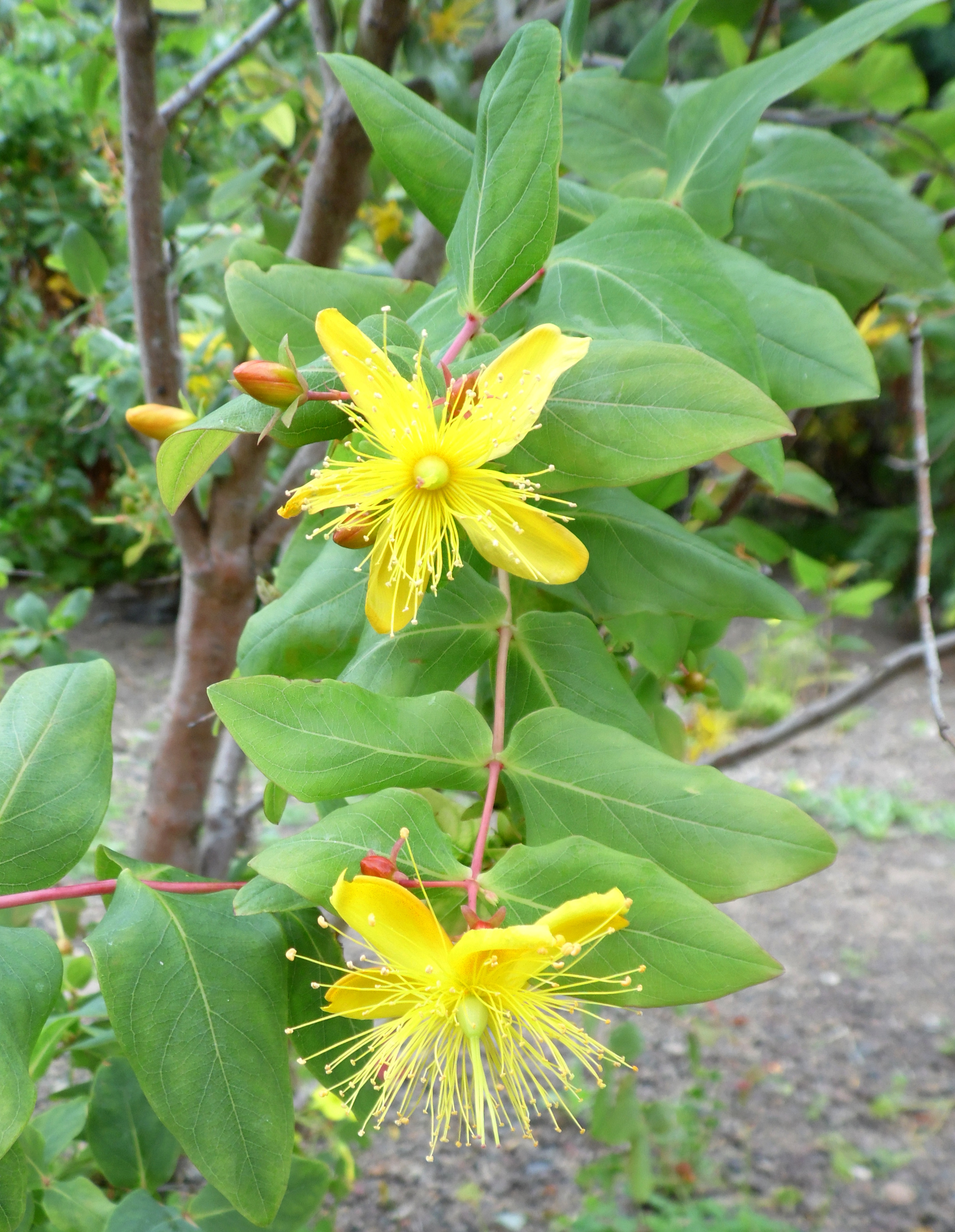
Hypericum grandifolium

- Hypericum gentianoides (L.) Britton, Sterns & Poggenb.
- Hypericum gladiatum N. Robson
- Hypericum glandulosum Aiton
- Hypericum gleasonii N. Robson
- Hypericum globuliferum R. Keller
- Hypericum glomeratum Small
- Hypericum gnidiifolium A.Rich.
- Hypericum gnidioides Seem.
- Hypericum goyanesii Cuatrec.
- Hypericum gracilipes Stapf ex C.E.C.Fisch.
- Hypericum graciliramum R.Ortiz
- Hypericum gracillimum Koidz.
- Hypericum gramineum G.Forst.
- Hypericum grandifolium Choisy
- Hypericum graveolens Buckley
- Hypericum griffithii Hook.f. & Thomson ex Dyer
- Hypericum gymnanthum Engelm. & A.Gray

## H
- Hypericum hachijyoense Nakai
- Hypericum hakonense Franch. & Sav.

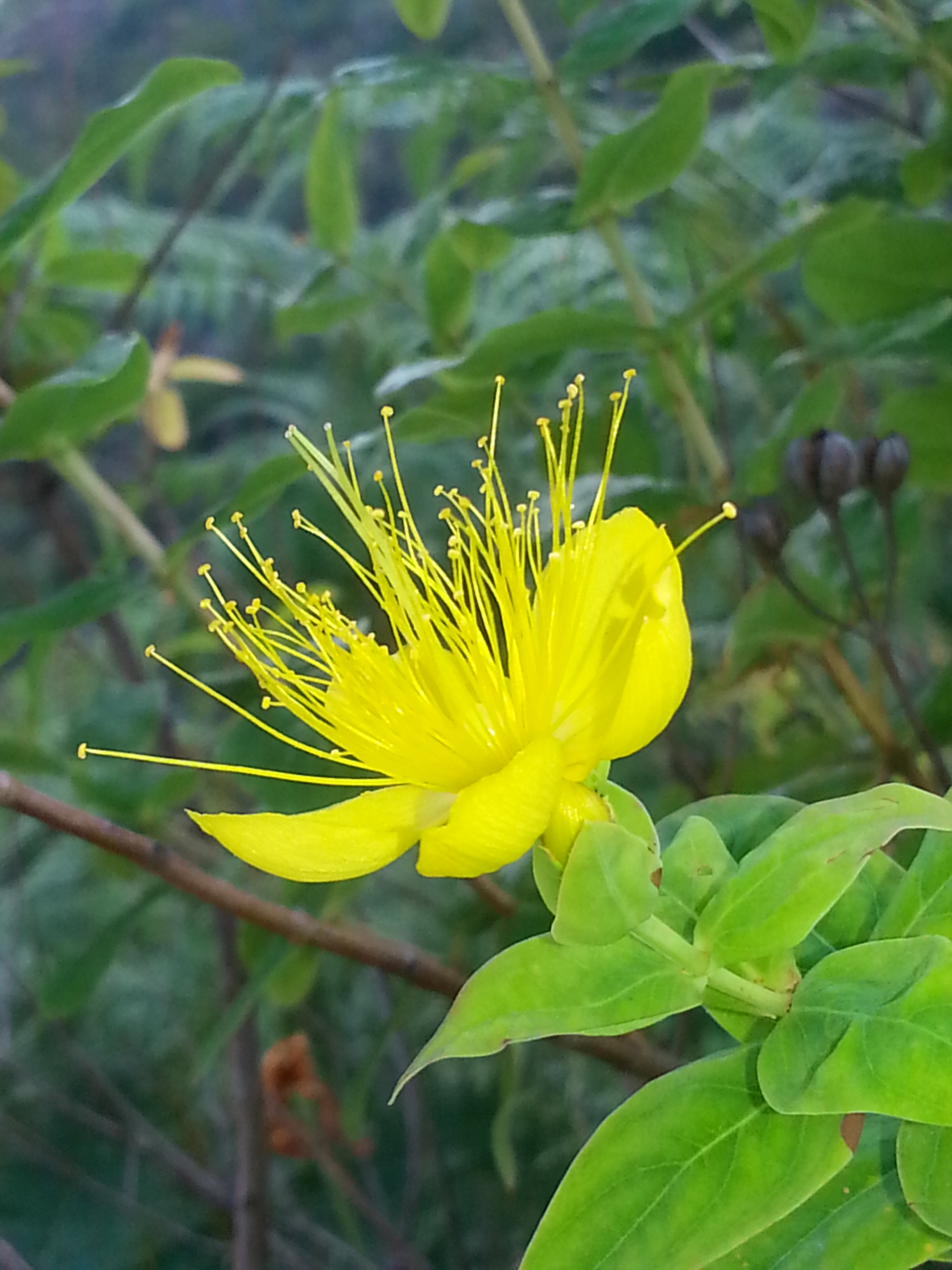
Hypericum hircinum

- Hypericum haplophylloides Halácsy & Bald.
- Hypericum harlingii N. Robson
- Hypericum harperi R.Keller
- Hypericum hartwegii Benth.
- Hypericum havvae Güner
- Hypericum hedgei N.Robson
- Hypericum helianthemoides (Spach) Boiss.
- Hypericum hengshanense W.T.Wang
- Hypericum henryi H.Lév. & Vaniot
- Hypericum himalaicum N.Robson
- Hypericum hircinum L.
- Hypericum hirsutum L.
- Hypericum hirtellum (Spach) Boiss.
- Hypericum hispanicum (Pau) M.A.Alonso, Agulló, J.L.Villar, Juan & M.B.Crespo
- Hypericum hookerianum Wight & Arn.
- Hypericum horizontale N. Robson
- Hypericum hubeiense L.H. Wu & D.P. Yang
- Hypericum huber-morathii N.Robson
- Hypericum humbertii Staner
- Hypericum humboldtianum Steud.
- Hypericum humifusum L.
- Hypericum hypericoides (L.) Crantz
- Hypericum hyssopifolium Chaix
- Hypericum × hyugamontanum Kimura

## I
- Hypericum icaricum Kit Tan
- Hypericum ichelense N.Robson
- Hypericum imbricatum Poulter
- Hypericum × inodorum Mill.

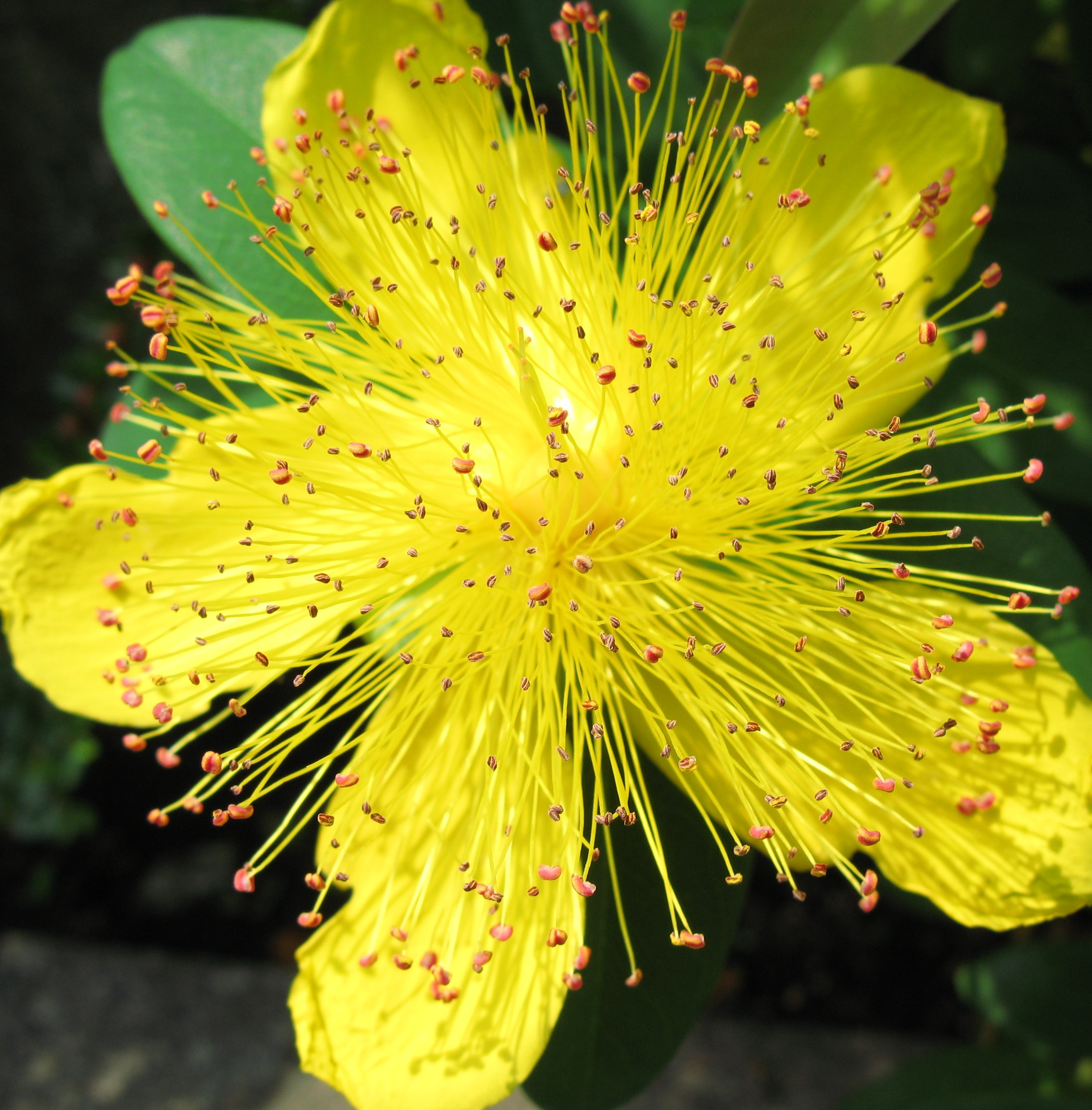
Hypericum japonicum

- Hypericum irazuense Kuntze ex N.Robson
- Hypericum iwate-littorale H.Koidz.

## J
- Hypericum japonicum Thunb.
- Hypericum jaramilloi N.Robson
- Hypericum × joerstadii Lid
- Hypericum jovis Greuter
- Hypericum juniperinum Kunth

## K
- Hypericum kalmianum L.
- Hypericum kamtschaticum Ledeb.
- Hypericum karjaginii Rzazade
- Hypericum kawaranum N.Robson
- Hypericum kelleri Bald.

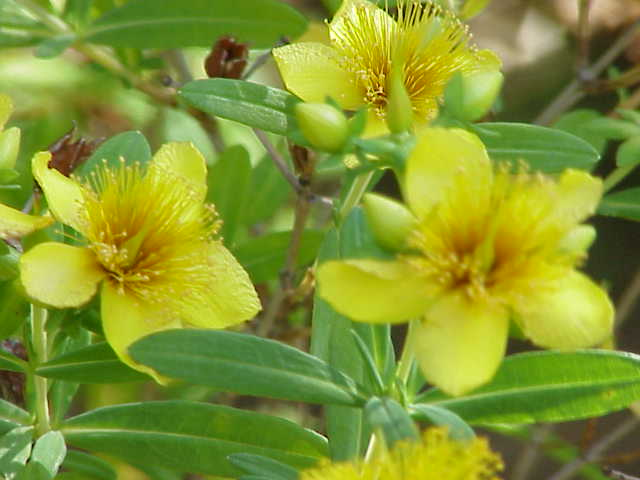
Hypericum kalmianum

- Hypericum kemaliyense Dirmenci & N.Robson
- Hypericum kiboense Oliv.
- Hypericum killipii N. Robson
- Hypericum kimurae N.Robson
- Hypericum kinashianum Koidz.
- Hypericum kingdonii N.Robson
- Hypericum kitamense (Y.Kimura) N.Robson
- Hypericum kiusianum Koidz.
- Hypericum kotschyanum Boiss.
- Hypericum kouytchense H.Lév.
- Hypericum kurodakeanum N.Robson

## L
- Hypericum lacei N.Robson
- Hypericum lagarocladum N.Robson
- Hypericum lalandii Choisy
- Hypericum lancasteri N.Robson
- Hypericum lanceolatum Lam.
- Hypericum lancifolium Gleason
- Hypericum lancioides Cuatrec.
- Hypericum lanuginosum Lam.
- Hypericum laricifolium Juss.
- Hypericum × laschii A.Fröhl.

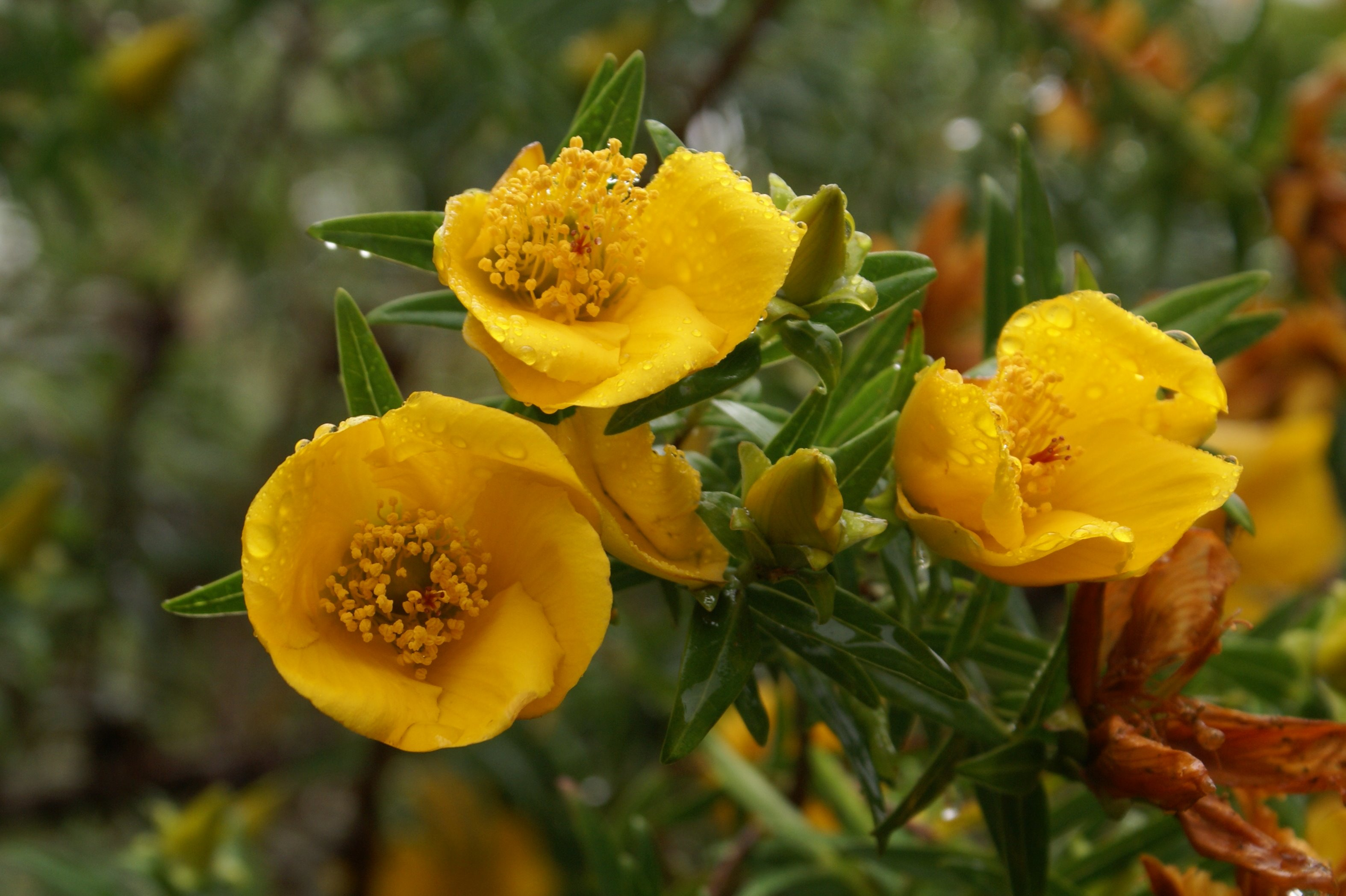
Hypericum lanceolatum

- Hypericum latisepalum (N.Robson) N.Robson
- Hypericum laxiflorum N.Robson
- Hypericum legrandii L.B. Sm.
- Hypericum leprosum Boiss.
- Hypericum leschenaultii Choisy
- Hypericum libanoticum N.Robson
- Hypericum limosum Griseb.
- Hypericum linariifolium Vahl
- Hypericum linarioides Bosse
- Hypericum lissophloeus W.P. Adams
- Hypericum llanganaticum N. Robson
- Hypericum lloydii (Svenson) P.B.Adams
- Hypericum lobbii N.Robson
- Hypericum lobocarpum  Gatt.
- Hypericum longistylum Oliv.
- Hypericum lorentzianum Gilg ex R. Keller
- Hypericum loxense Benth.
- Hypericum ludlowii N.Robson
- Hypericum lycium (N.Robson & Hub.-Mor.) N.Robson
- Hypericum lycopodioides Triana & Planch.
- Hypericum lydium Boiss.
- Hypericum lysimachioides Boiss. & Noë

## M
- Hypericum macgregorii F.Muell.
- Hypericum maclarenii N.Robson
- Hypericum maculatum Crantz
- Hypericum macvaughii N.Robson

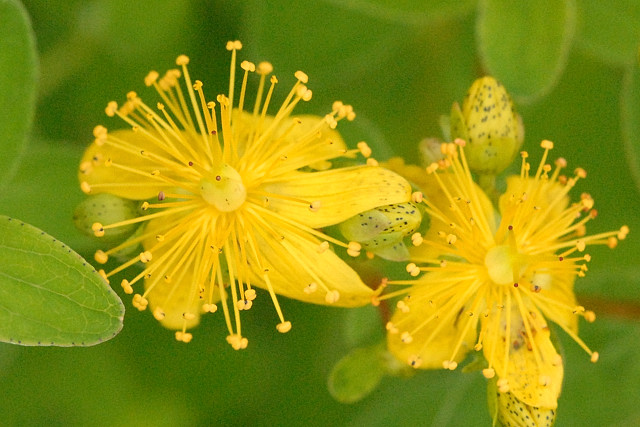
Hypericum maculatum

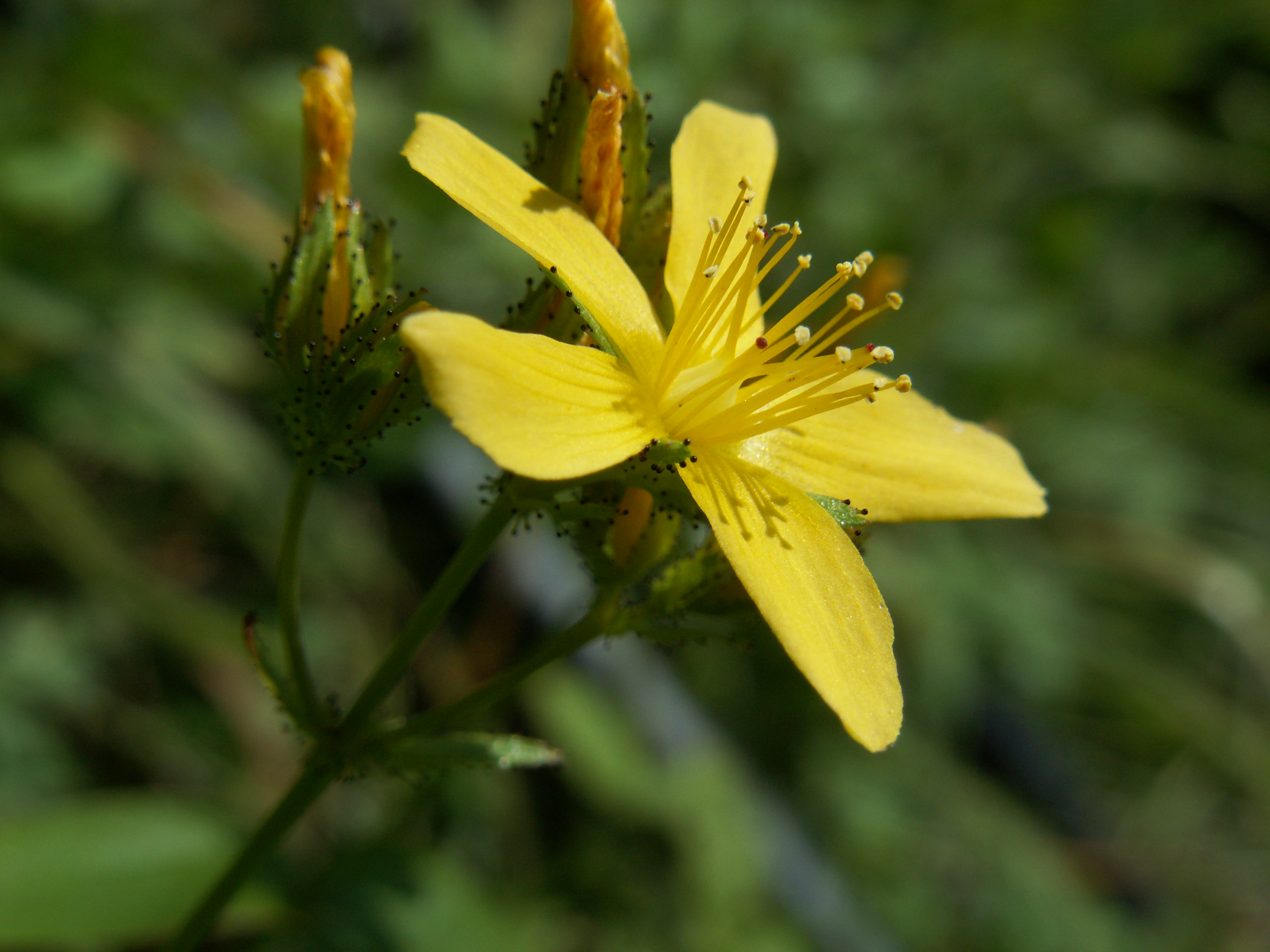
Hypericum montanum

- Hypericum madagascariense (Spach) Steud.
- Hypericum magdalenicum N.Robson
- Hypericum magniflorum Cuatrec.
- Hypericum maguirei N. Robson
- Hypericum majus (A.Gray) Britton
- Hypericum malatyanum Peșmen
- Hypericum marahuacanum N.Robson
- Hypericum marginatum Woronow
- Hypericum martense N. Robson
- Hypericum matangense N. Robson
- Hypericum matudae Lundell
- Hypericum × medium Peterm.
- Hypericum mexicanum L.
- Hypericum microcalycinum Boiss. & Heldr.
- Hypericum microlicioides L.B. Sm.
- Hypericum microsepalum (Torr. & A. Gray) A. Gray ex S. Watson
- Hypericum millefolium Urb. & Ekman
- Hypericum minutiflorum Heenan
- Hypericum minutum P.H.Davis & Poulter
- Hypericum × mitchellianum Rydb.
- Hypericum momoseanum Makino
- Hypericum monadenum N.Robson
- Hypericum monanthemum Hook.f. & Thomson ex Dyer
- Hypericum monogynum L.
- Hypericum monroi N.Robson
- Hypericum montanum L.
- Hypericum montbretii Spach
- Hypericum moranense Kunth
- Hypericum mutilum L.
- Hypericum myrianthum Cham. & Schltdl.
- Hypericum myricariifolium Hieron.
- Hypericum myrtifolium Lam.
- Hypericum mysurense Wall. ex Wight & Arn.

## N
- Hypericum nagasawae Hayata
- Hypericum nakaii H.Koidz.
- Hypericum nakamurae (Masam.) N.Robson
- Hypericum nanum Poir.
- Hypericum natalense J.M. Wood & M.S. Evans
- Hypericum naudinianum Coss. & Durieu
- Hypericum neurocalycinum Boiss. & Heldr.
- Hypericum nikkoense Makino
- Hypericum nitidum Lam.
- Hypericum nokoense Ohwi
- Hypericum nudiflorum Michx. ex Willd.

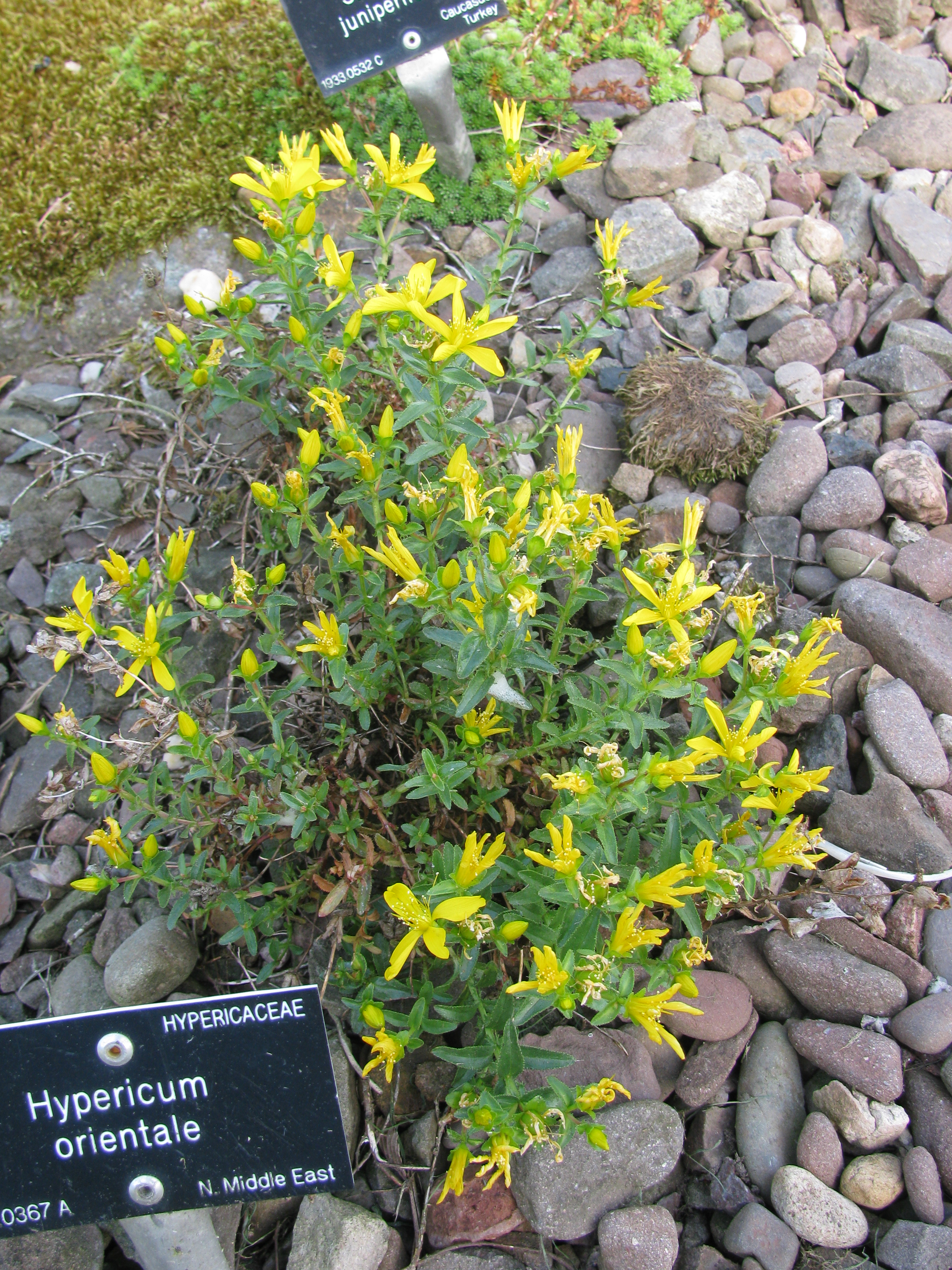
Hypericum orientale

- Hypericum nummularioides Trautv.
- Hypericum nummularium L.
- Hypericum nuporoense N.Robson

## O
- Hypericum oblongifolium Choisy
- Hypericum oligandrum Milne-Redh.
- Hypericum oliganthum Franch. & Sav.
- Hypericum olivieri (Spach) Boiss.
- Hypericum olympicum L.
- Hypericum orientale L.
- Hypericum origanifolium Willd.
- Hypericum ovalifolium Koidz.
- Hypericum oxyphyllum N.Robson

## P

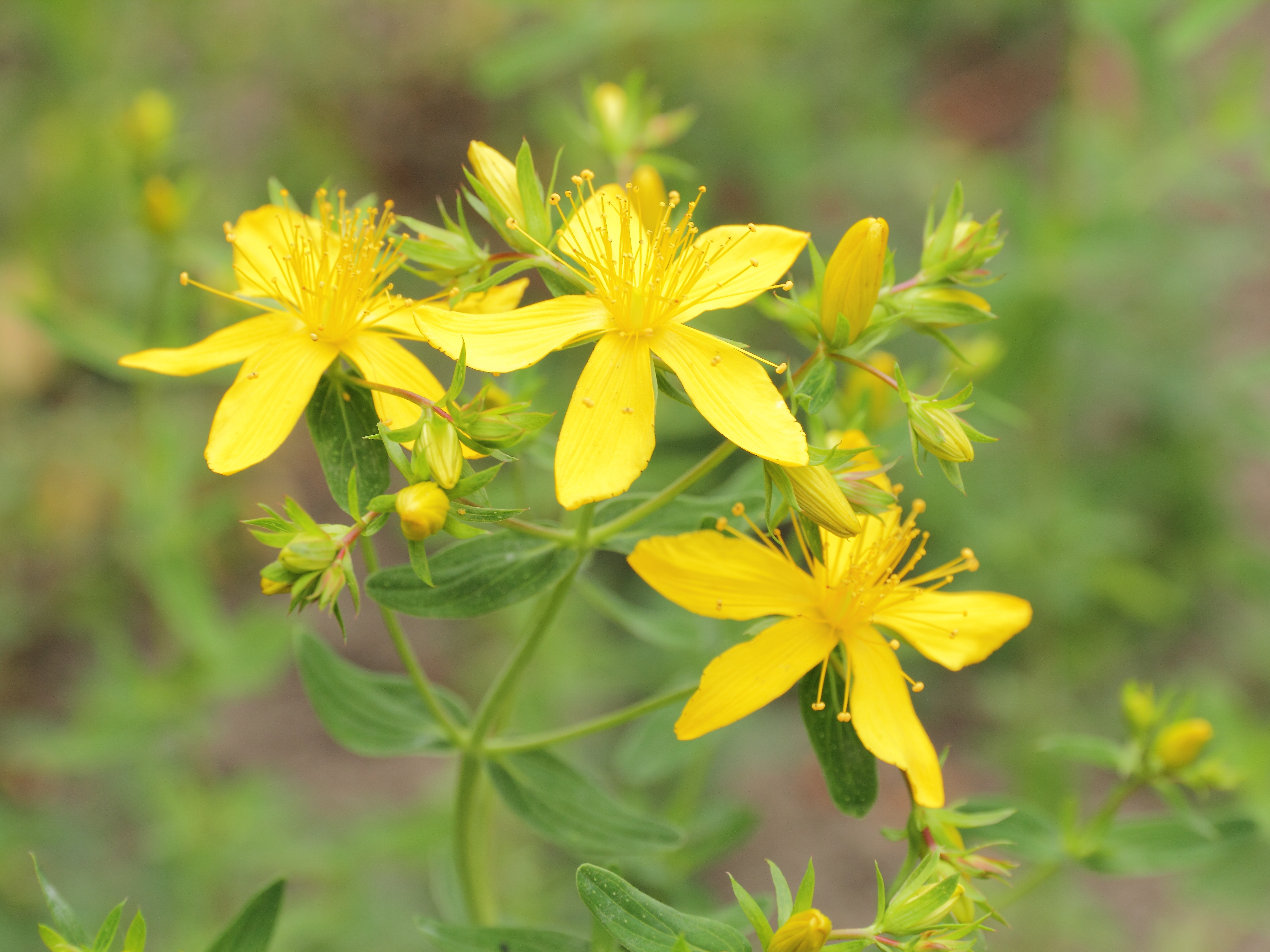
Hypericum perforatum

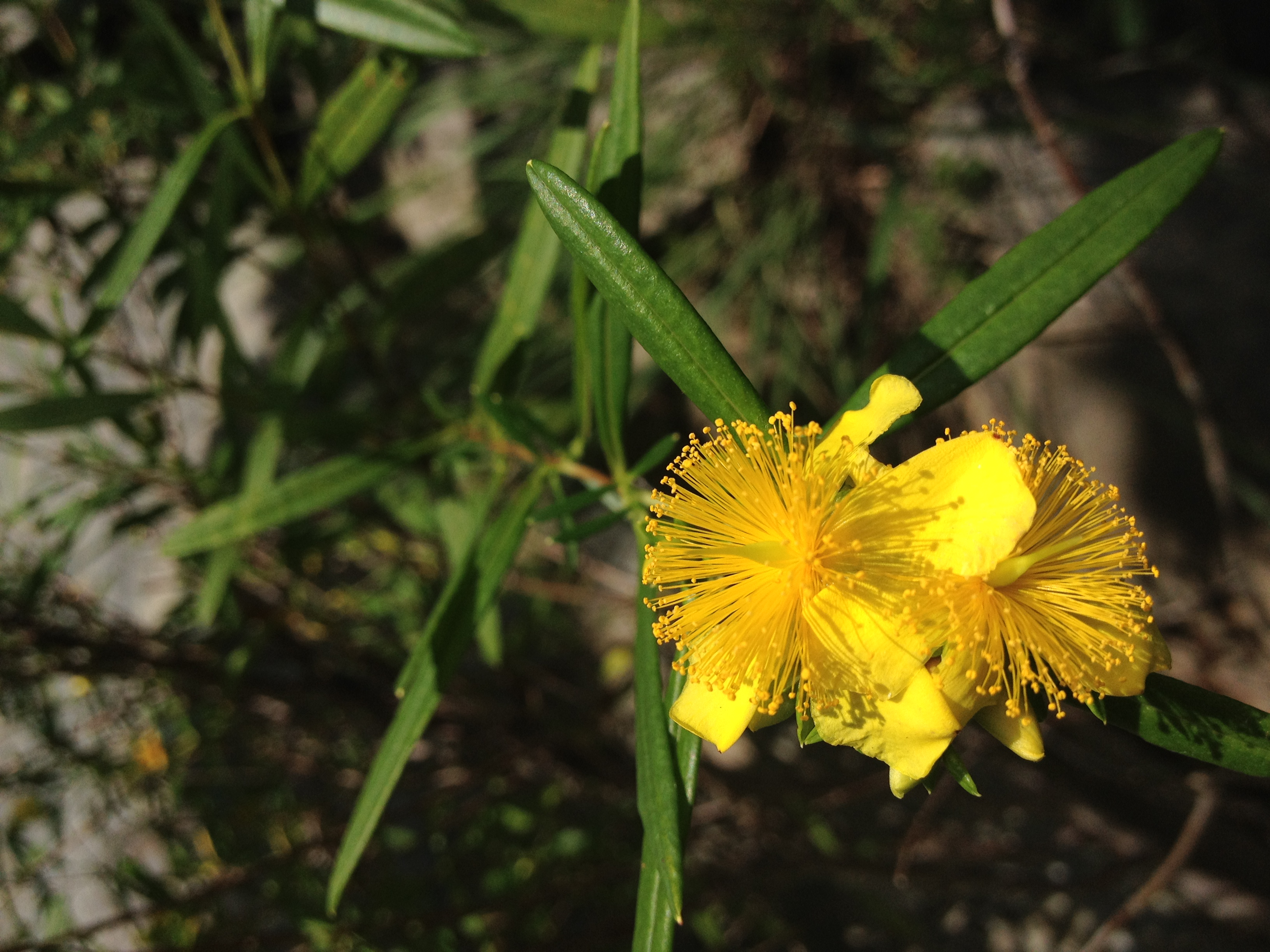
Hypericum prolificum

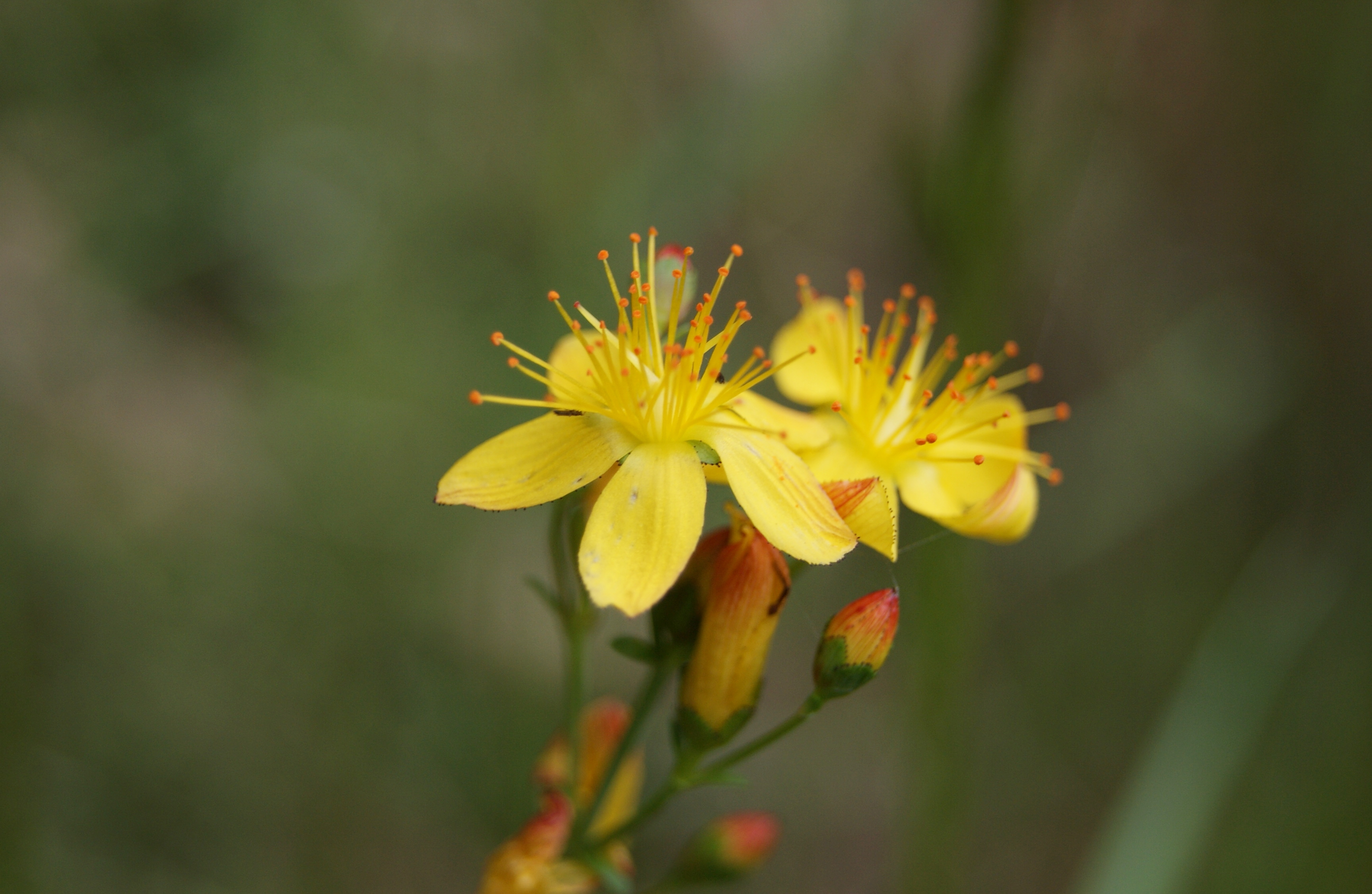
Hypericum pulchrum

- Hypericum pachyphyllum Collett & Hemsl.
- Hypericum pallens Banks & Sol.
- Hypericum pamphylicum N.Robson & P.H.Davis
- Hypericum papillare Boiss. & Heldr.
- Hypericum papillosum N.Robson
- Hypericum parallelum N. Robson
- Hypericum papuanum Ridl.
- Hypericum parallelum N.Robson
- Hypericum paramitanum N.Robson
- Hypericum parvulum Greene
- Hypericum patulum Thunb.
- Hypericum patzkei Bomble
- Hypericum pauciflorum Kunth
- Hypericum paucifolium S. Watson
- Hypericum pedersenii N.Robson
- Hypericum peninsulare Eastw.
- Hypericum peplidifolium A.Rich.
- Hypericum perfoliatum L.
- Hypericum perforatum L.
- Hypericum perryongii Galindon
- Hypericum peshmenii Yıld.
- Hypericum petiolulatum Hook.f. & Thomson ex Dyer
- Hypericum phellos Gleason
- Hypericum philonotis Schltdl. & Cham.
- Hypericum pibairense (Miyabe & Y.Kimura) N.Robson
- Hypericum pimeleoides Planch. & Linden ex Triana & Planch.
- Hypericum piriai Arechav.
- Hypericum pleiostylum C. Rodr. Jim.
- Hypericum podocarpoides N.Robson
- Hypericum polyanthemum Klotzsch ex Reichardt
- Hypericum polyphyllum Boiss. & Balansa
- Hypericum pratense Schltdl. & Cham.
- Hypericum prattii Hemsl.
- Hypericum prietoi N. Robson
- Hypericum pringlei S.Watson
- Hypericum prolificum L.
- Hypericum prostratum Cuatrec.
- Hypericum pruinatum Boiss. & Balansa
- Hypericum przewalskii Maxim.
- Hypericum pseudoerectum N.Robson
- Hypericum pseudohenryi N.Robson
- Hypericum pseudolaeve N.Robson
- Hypericum pseudomaculatum Bush
- Hypericum pseudopetiolatum R.Keller
- Hypericum pseudorepens N.Robson
- Hypericum psilophytum (Diels) Maire
- Hypericum pubescens Boiss.
- Hypericum pulchrum L.
- Hypericum pulogense Merr.
- Hypericum pumilio Bornm.
- Hypericum pumilum Sessé & Moc.
- Hypericum punctatum Lam.
- Hypericum pycnophyllum Urb.

## Q
- Hypericum qinlingense X.C.Du & Y.Ren
- Hypericum quartinianum A.Rich.
- Hypericum quitense R.Keller

## R

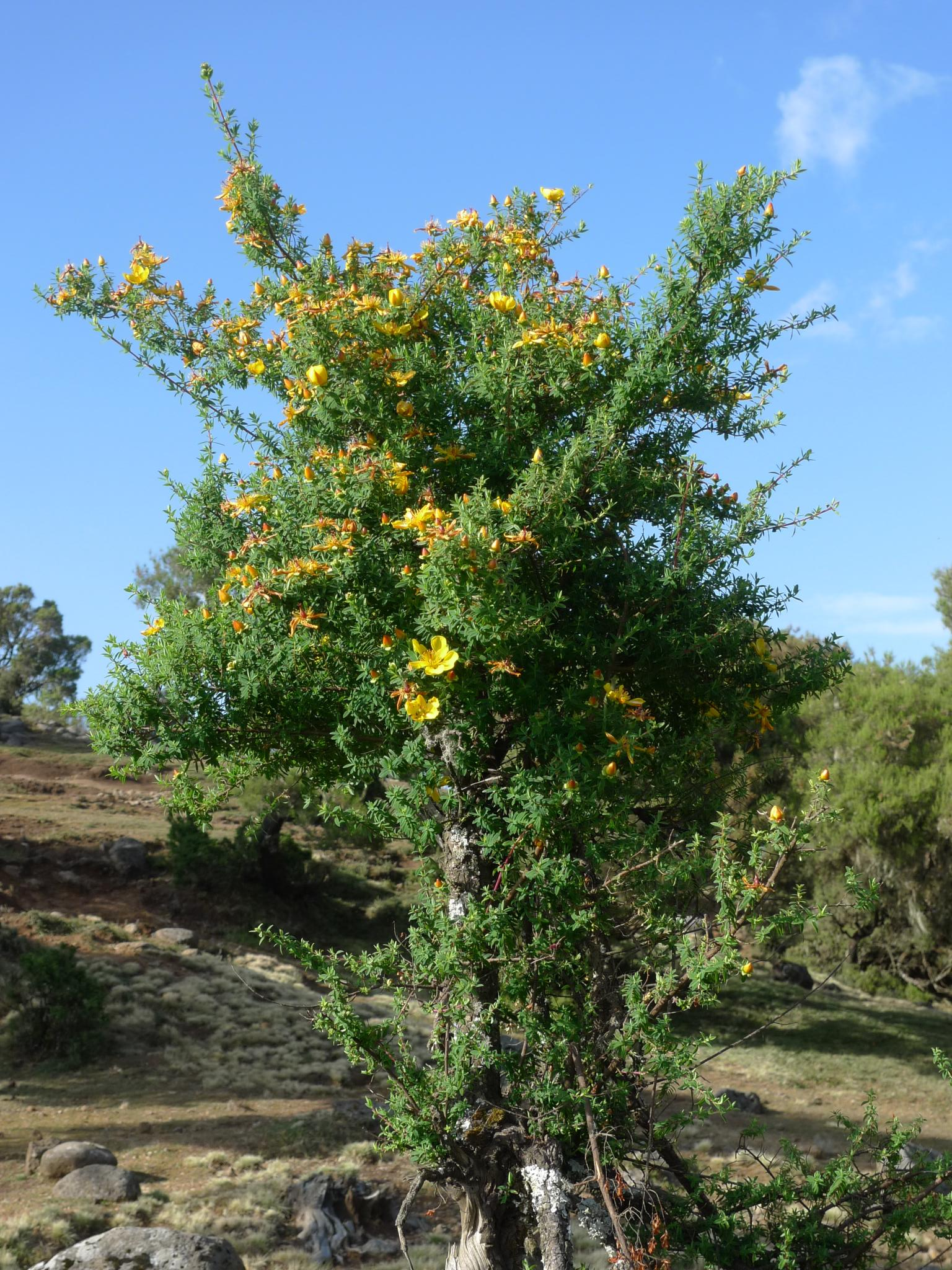
Hypericum revolutum

- Hypericum radfordiorum Weakley ex J.R.Allison
- Hypericum radicans N. Robson
- Hypericum recurvum N. Robson
- Hypericum reflexum L.f.
- Hypericum × reinosae A.Ramos
- Hypericum relictum N. Robson
- Hypericum repens L.
- Hypericum reptans Hook.f. & Thomson ex Dyer
- Hypericum retusum Aucher ex Jaub. & Spach
- Hypericum revolutum Vahl
- Hypericum richeri Vill.
- Hypericum rigidum A. St.-Hil.
- Hypericum roberti Coss. ex Batt.
- Hypericum robsonii H.A.Keller & S.Crockett
- Hypericum rochelii Griseb. & Schenk
- Hypericum roeperianum Schimp. ex A.Rich.
- Hypericum roraimense Gleason
- Hypericum rotundifolium N.Robson
- Hypericum rubicundulum Heenan
- Hypericum rubritinctum N. Robson
- Hypericum rumeliacum Boiss.
- Hypericum rupestre Jaub. & Spach
- Hypericum ruscoides Cuatrec.
- Hypericum russeggeri (Fenzl) R.Keller

## S
- Hypericum sabiniforme Trevis.

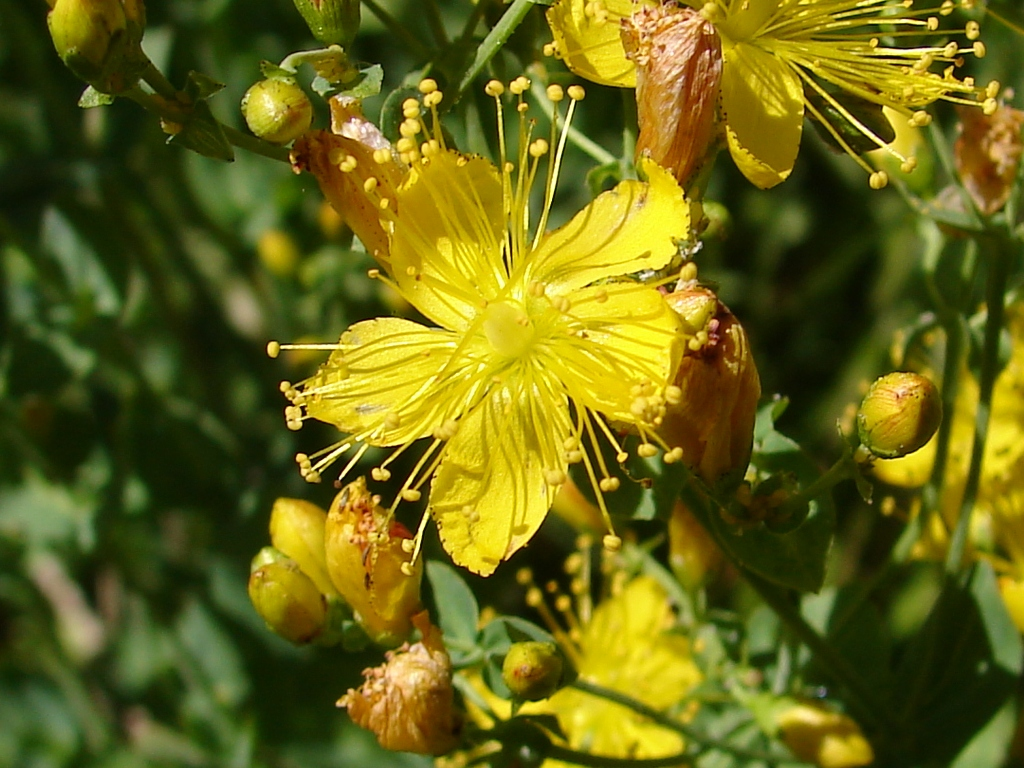
Hypericum scouleri

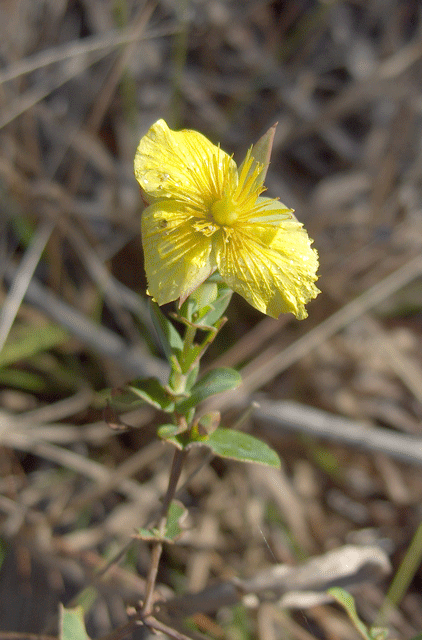
Hypericum suffruticosum

- Hypericum salsolifolium Hand.-Mazz.
- Hypericum salsugineum N.Robson & Hub.-Mor.
- Hypericum salvadorense N. Robson
- Hypericum sampsonii Hance
- Hypericum saruwagedicum Diels
- Hypericum saturejifolium Jaub. & Spach
- Hypericum saxifragum N.Robson & Hub.-Mor.
- Hypericum scabroides N.Robson & Poulter
- Hypericum scabrum L.
- Hypericum scioanum Chiov.
- Hypericum scopulorum Balf.f.
- Hypericum scouleri Hook.
- Hypericum scruglii Bacch., Brullo & Salmeri
- Hypericum sechmenii Ocak & Koyuncu
- Hypericum selaginella N. Robson
- Hypericum senanense Maxim.
- Hypericum seniawinii Maxim.
- Hypericum senkakuinsulare Hatus.
- Hypericum setosum L.
- Hypericum sewense N.Robson
- Hypericum sherriffii N.Robson & D.G.Long
- Hypericum siamense N.Robson
- Hypericum sikokumontanum Makino
- Hypericum silenoides Juss.
- Hypericum simonsii N.Robson
- Hypericum sinaicum Hochst. ex Boiss.
- Hypericum smithii (N.Robson) N.Robson
- Hypericum socotranum R.D.Good
- Hypericum somaliense N.Robson
- Hypericum sorgerae N.Robson
- Hypericum spectabile Jaub. & Spach
- Hypericum sphaerocarpum  Michx.
- Hypericum sprucei N. Robson
- Hypericum spruneri Boiss.
- Hypericum stellatum N.Robson
- Hypericum stenobotrys Boiss.
- Hypericum stenopetalum Turcz.
- Hypericum steyermarkii Standl.
- Hypericum strictum Kunth
- Hypericum struthiolifolium Juss.
- Hypericum stuebelii Hieron.
- Hypericum styphelioides A.Rich.
- Hypericum subalatum Hayata
- Hypericum subcordatum (R.Keller) N.Robson
- Hypericum subsessile N.Robson
- Hypericum suffruticosum W.P. Adams & N. Robson
- Hypericum swinkianum G.Wilh. & Rericha
- Hypericum synstylum N.Robson

## T

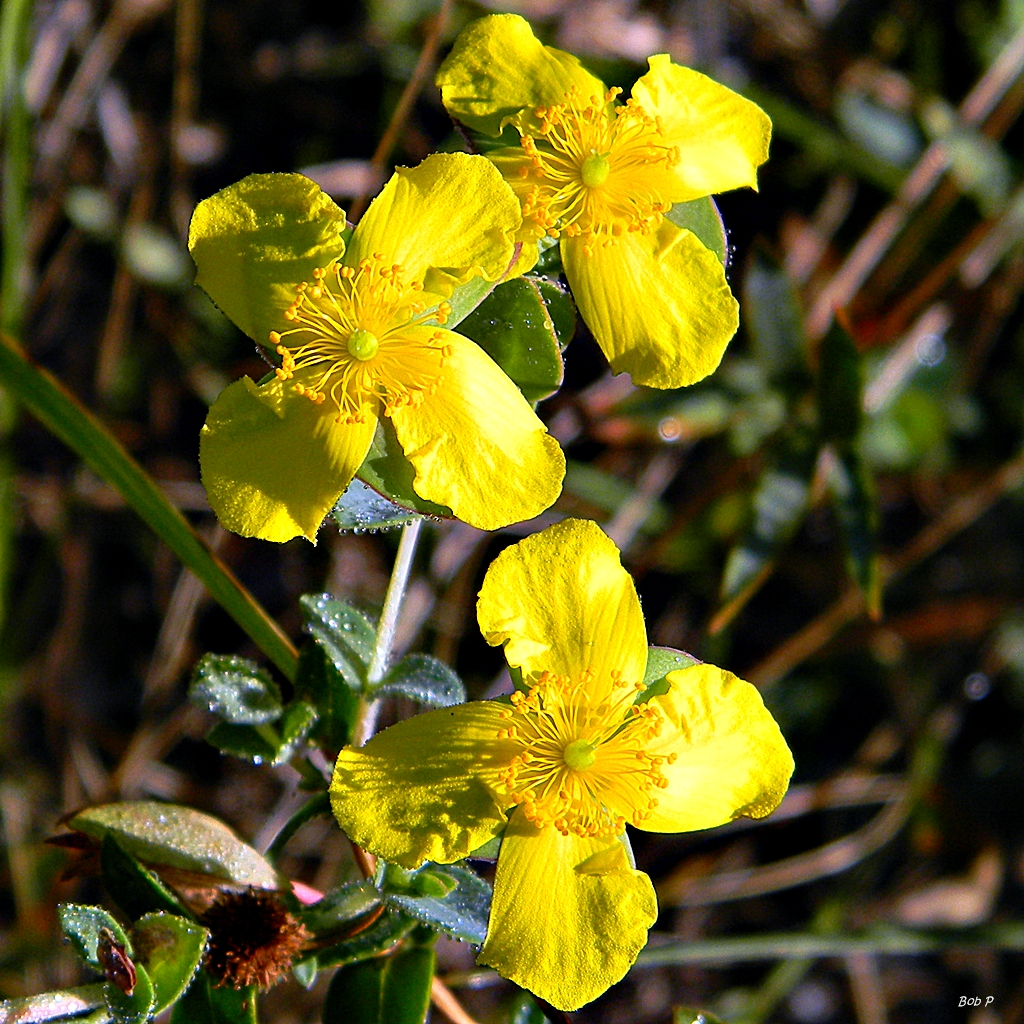
Hypericum tetrapetalum

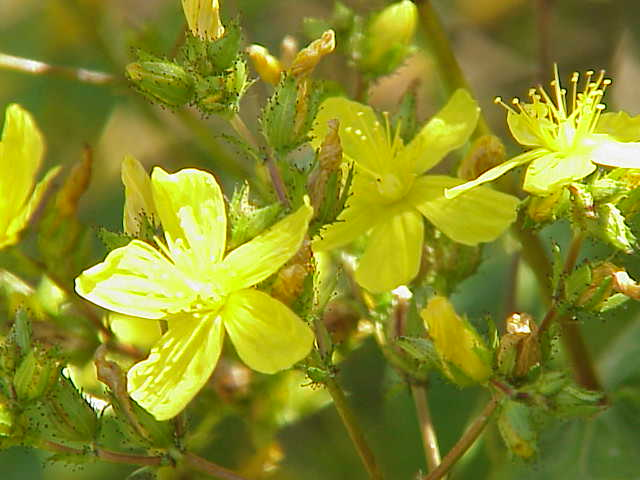
Hypericum tomentosum

- Hypericum taihezanense Sasaki ex S.Suzuki
- Hypericum tamariscinum Cham. & Schltdl.
- Hypericum taygeteum Quézel & Contandr.
- Hypericum tenuicaule Hook.f. & Thomson ex Dyer
- Hypericum tenuifolium Pursh
- Hypericum teretiusculum A. St.-Hil.
- Hypericum ternatum Poulter
- Hypericum ternum A. St.-Hil.
- Hypericum terrae-firmae Sprague & L.Riley
- Hypericum tetrapetalum Lam.
- Hypericum tetrapterum Fr.
- Hypericum tetrastichum Cuatrec.
- Hypericum thasium Griseb.
- Hypericum theodori Woronow
- Hypericum thesiifolium Kunth
- Hypericum thuyoides Kunth
- Hypericum thymbrifolium Boiss. & Noë
- Hypericum thymopsis Boiss.
- Hypericum tomentosum L.
- Hypericum tortuosum Balf.f.
- Hypericum tosaense Makino
- Hypericum trachyphyllum Griseb.
- Hypericum trichocaulon Boiss. & Heldr.
- Hypericum trigonum Hand.-Mazz.
- Hypericum triquetrifolium Turra
- Hypericum tubulosum Walter
- Hypericum turgicum Özbek & Hamzaoglu
- Hypericum tymphresteum Boiss. & Spruner

## U
- Hypericum umbellatum A.Kern.
- Hypericum umbraculoides N.Robson

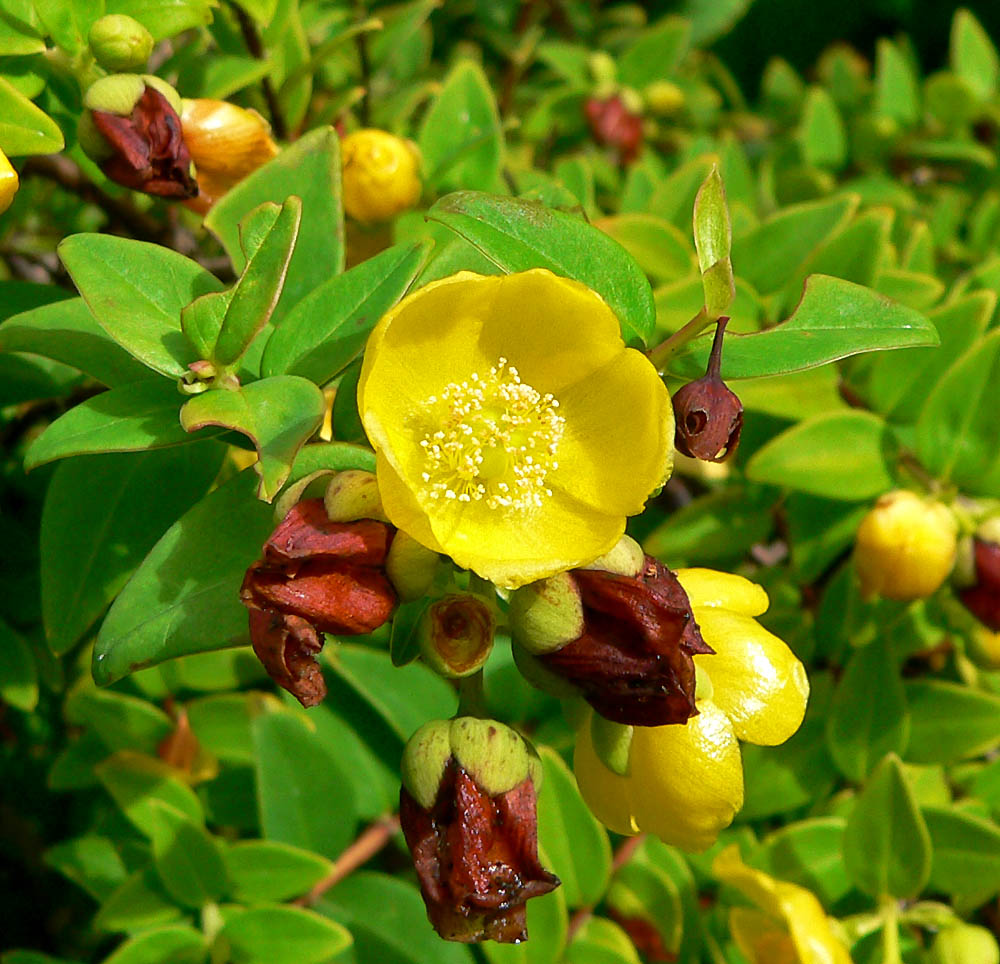
Hypericum uralum

- Hypericum undulatum Schousb. ex Willd.
- Hypericum uniflorum Boiss. & Heldr.
- Hypericum uniglandulosum Hausskn. ex Bornm.
- Hypericum uralum Buch.-Ham. ex D.Don

## V
- Hypericum vacciniifolium Hayek & Siehe
- Hypericum vaccinioides N.Robson
- Hypericum valleanum N. Robson
- Hypericum venustum Fenzl
- Hypericum vermiculare Boiss. & Hausskn.
- Hypericum vesiculosum Griseb.
- Hypericum virgatum Lam.
- Hypericum virginicum L.
- Hypericum vulcanicum Koidz.

## W
- Hypericum walteri J.F. Gmel.
- Hypericum wardianum N. Robson
- Hypericum watanabei N.Robson
- Hypericum wightianum Wall. ex Wight & Arn.
- Hypericum williamsii N.Robson
- Hypericum wilmsii R. Keller
- Hypericum wilsonii N.Robson
- Hypericum woodianum N. Robson
- Hypericum wurdackii N. Robson

## X
- Hypericum xylosteifolium (Spach) N.Robson

## Y
- Hypericum yamamotoanum H.Koidz.
- Hypericum yamamotoi Miyabe & Kimura
- Hypericum yezoense Maxim.
- Hypericum yojiroanum Tatew. & Koji Ito